# Aora typica
Aora typica is een vlokreeftensoort uit de familie van de Aoridae. De wetenschappelijke naam van de soort is voor het eerst geldig gepubliceerd in 1845 door Henrik Nikolai Krøyer.